# أسابيع الحديقة
أسابيع الحديقة(بالإسبانية: Las semanas del jardín)‏ هو أحد أعمال الروائي والكاتب الإسباني المسرحي الشهير ميغيل دي ثيربانتس الكوميدية المفقودة. جاء ذكر هذا العمل لأول مرة في أبريل من عام 1616 في رواية أعمال بيرسيليس وسيخيسموندا، وهي الرواية البيزنطية التي ظهرت بعد وفاة المؤلف بعام والتي أهداها لسيده السابق كونت ليموس السابع بيدرو فيرنانديث دي كاسترو وأندرادي، مع الجزء الثاني من دون كيخوطي ورواياته النموذجية، والتي وقعها قبل وفاته بيومين والتي اعتبرت واحدة من الصفحات الأكثر إثارة للمشاعر في الأدب الإسباني. وقد ابتدأها بالأبيات الشعرية على النحو التالي:
وكلى ولع واشتياق للموت

كان من المحتمل أن يكون الحوار بين ثيلينيا وسيلانيو عن الحياة في الريف جزءًا من هذه الرواية المفقودة، والذي نُشر لأول مرة عام 1874. وفي عام 1988، وفي الطبعة التي نُشرت من قبل مجلس المحافظة في سلامكنا، أشار الأمريكي متبع التيار الثربانتيني، دانيال إيزنبيرج أن هناك العديد من الأسباب القوية لنسب تأليف هذا الحوار إلى ثيربانتس وأنها كان يشكل جزءًا من رواية أسابيع الحديقة. وأردف إيزنبيرج أن هناك العديد من كتاب العصر الذهبي الإسباني قاموا باستخدام المحادثة الشكلية المنمنمة بين اثنين من الشخصيات حتى يعطى عددًا من الأفكار حول موضوع الحياة الحضرية والريفية والحجج المناظرة بشقيها الموافق والمعارض. وفي هذا العمل، تبرز ثيلينيا في الجانب المدافع عن الحياة الحضرية، بينما كان سيلانيو يقدم الحجج المؤيدة للحياة الريفية. وفي نهاية الحوار تدعو ثيلينيا سيلانيو أن يرى الجانب الإيجابي في الحياة الحضرية، بعد استحضاره للحياة في الريف، ودعته للحوار في اليوم التالي.